# 瑞典電視台第二台
瑞典電視台第二台（SVT2）是瑞典一條主要電視頻道，於1969年由當時的瑞典電台（Sveriges Radio）創立，並在1979年劃歸至新成立的瑞典電視台。這條頻道並不會24小時持續播放，而其節目則包括文化節目、地區節目、獨立電影、手語節目以及兩個少數族裔語言（芬蘭語和北薩米語）新聞節目。